# 建康汽车
江苏建康汽车有限公司是一家总部位于中国南京市的汽车制造企业，成立于2016年，主要生产建康品牌的城市客车。公司前身是于1990年成立的南京市公共交通公司下属南京市公共交通车辆厂。

## 历史
1959年2月，江南公司与市汽车运输公司合并为南京汽车公司，1960年4月，又在此基础上成立了南京市公共交通公司，下设公交修配厂，其生产维修基地位于建邺区沙洲街道。1975年，公交修配厂首次试制成功ND-661铰接客车。1990年，南京公共交通公司在公交修配厂基础上成立南京市公共交通车辆厂。2016年，南京公共交通公司将南京公交车辆厂改为南京公交大修厂而不再生产客车，其整车生产资质转让给安徽国轩新能源投资有限公司并搬迁至六合区，公司更名为江苏建康汽车有限公司。2019年，公司获得了底盘生产资质。

## 车型
南京公交车辆厂早期没有底盘生产资质，2009年前公交车辆厂主要通过引入东风汽车生产的底盘及其他厂商生产的部分零部件组装生产客车，故其早期车型多为仿制其他客车制造商的车型。如仿制长江CJ6101G2C11HK的NJC6101HDK客车、仿制长江CJ6800系列的NJC6820HD客车等。为提升产品竞争力，2009年，公交车辆厂与申沃客车合作，引进申沃的底盘和机器代工生产一批SWB6116MG客车和SWB6106MG客车，挂申沃厂牌，并于2009至2011年陆续交付给南京公共交通公司。2010年，公交车辆厂利用申沃的技术仿制申沃SWB6116MG生产了一批NJC6115HD4客车。2016年公交车辆厂变更为江苏建康汽车有限公司后转而生产新能源客车。

## 图集

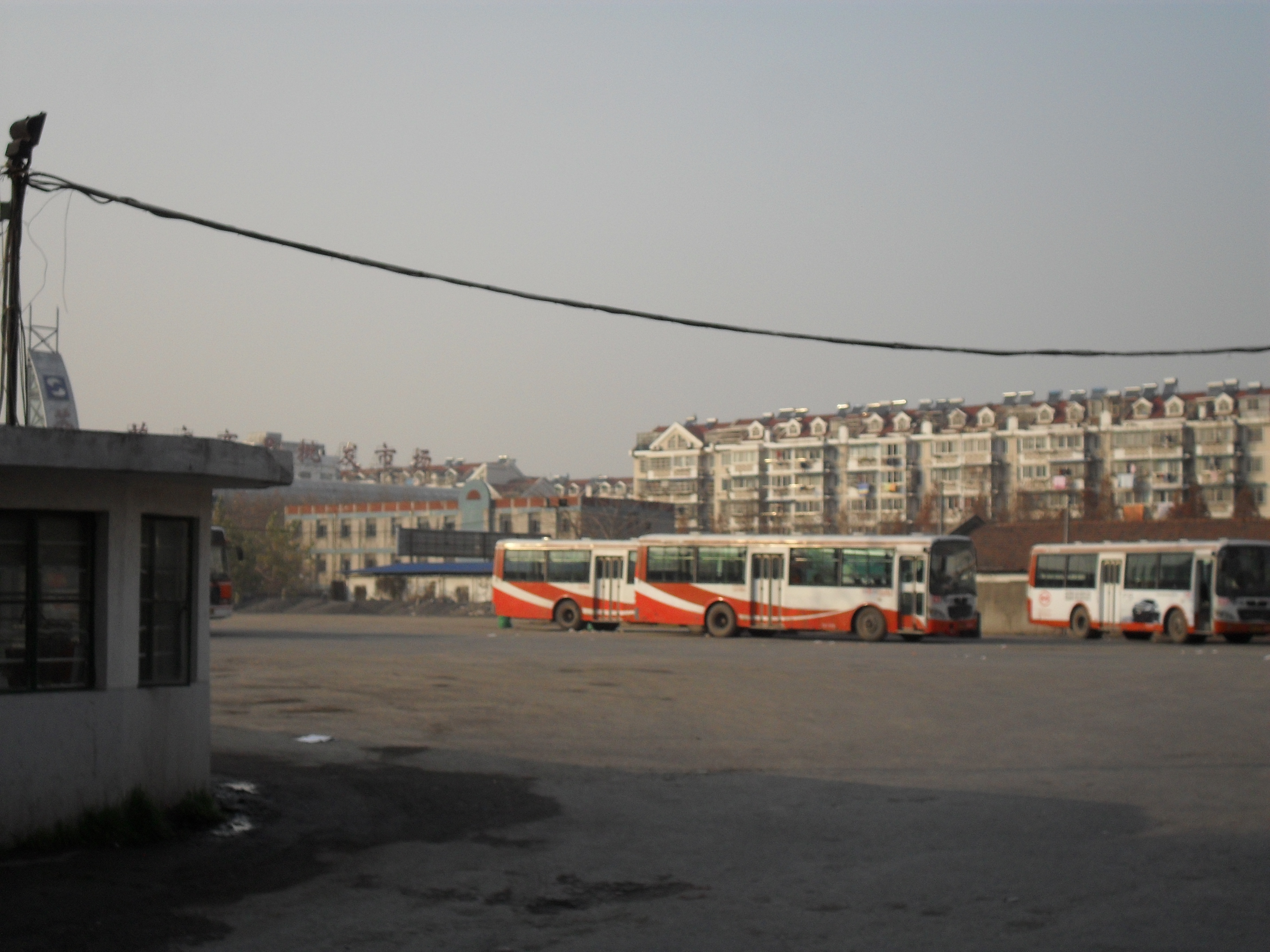
南京公交车辆厂生产的建康NJC6113G
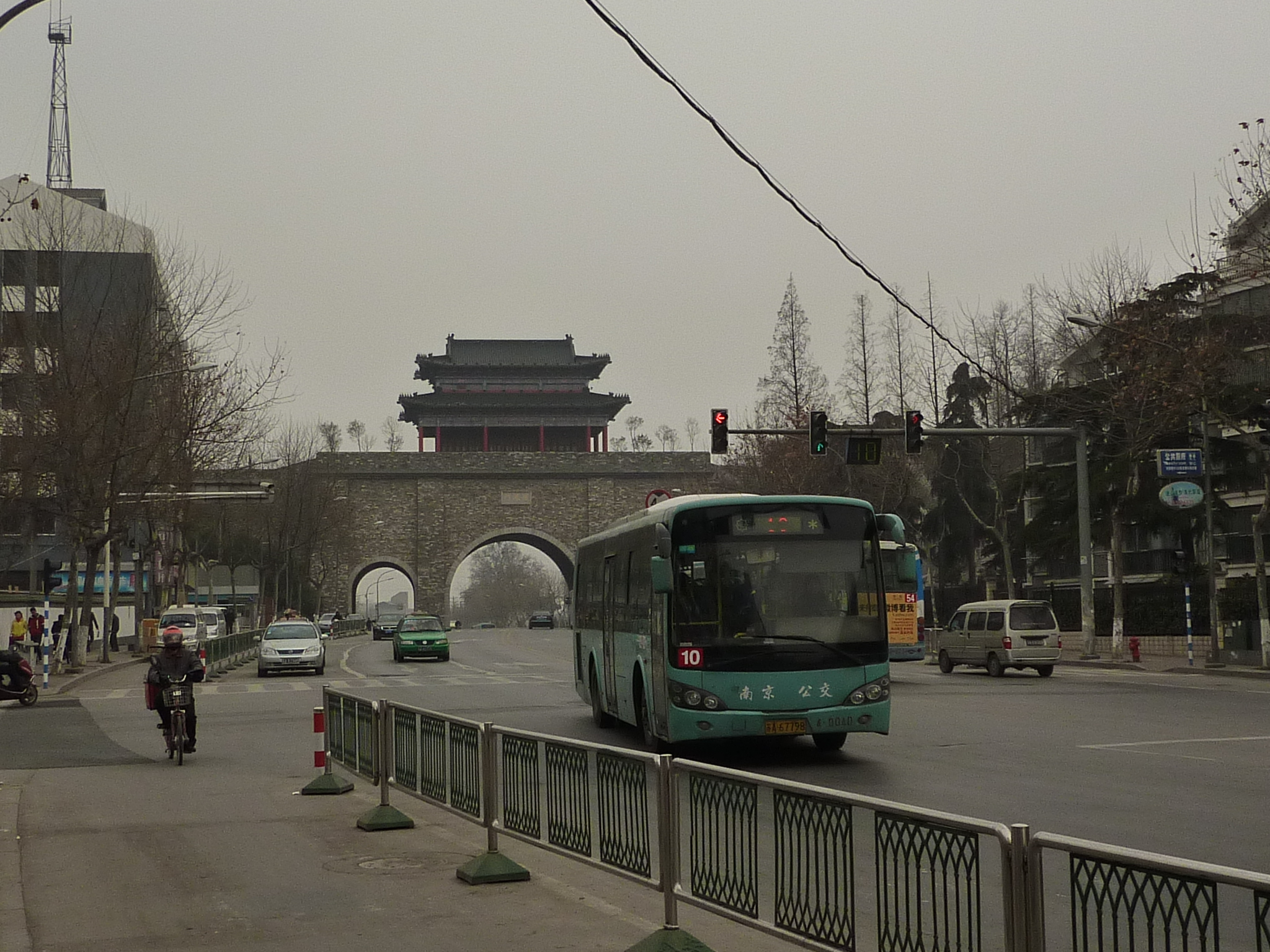
南京公交车辆厂生产的建康NJC6104HD3
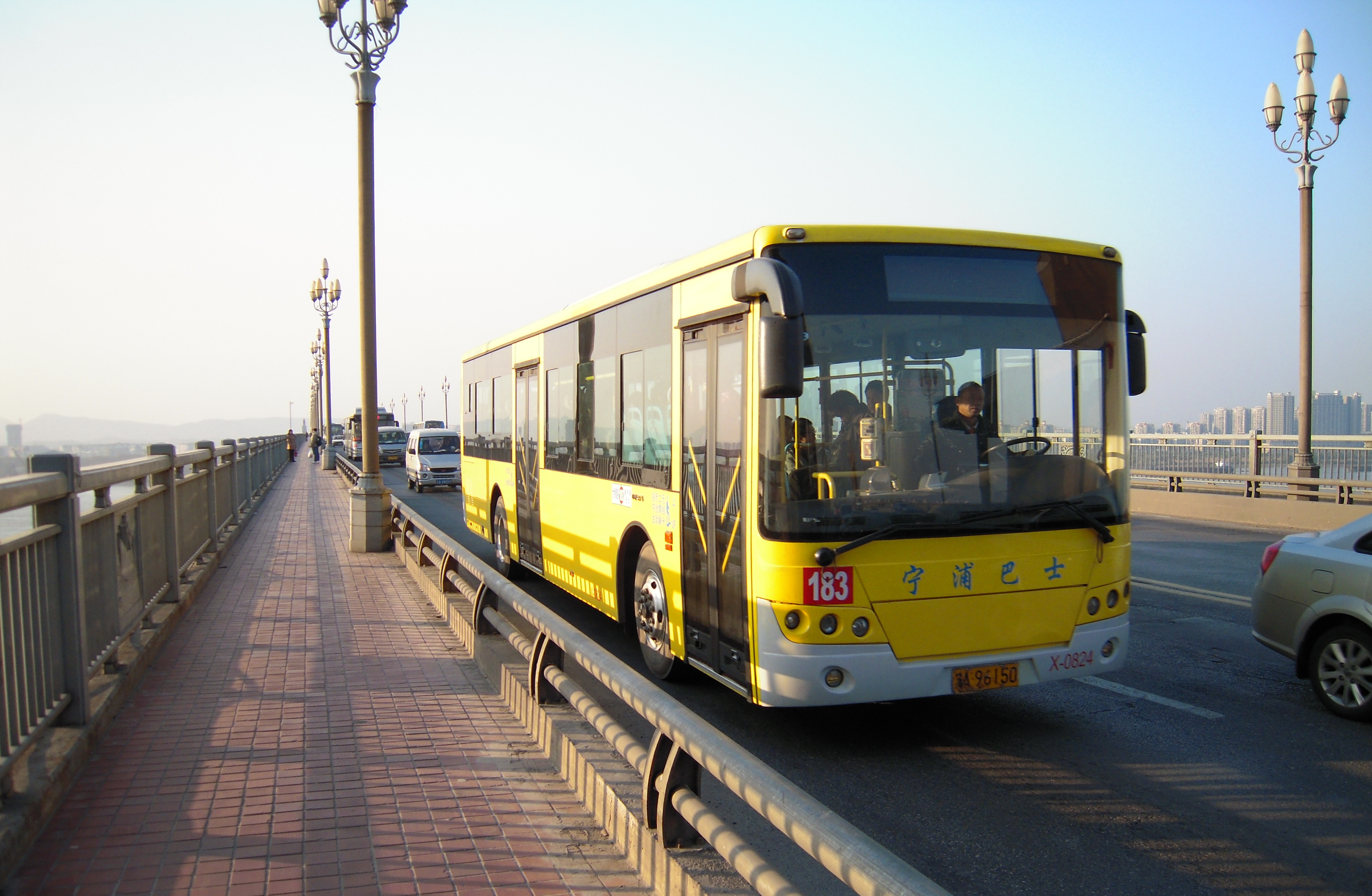
南京公交车辆厂代工的申沃SWB6116MG
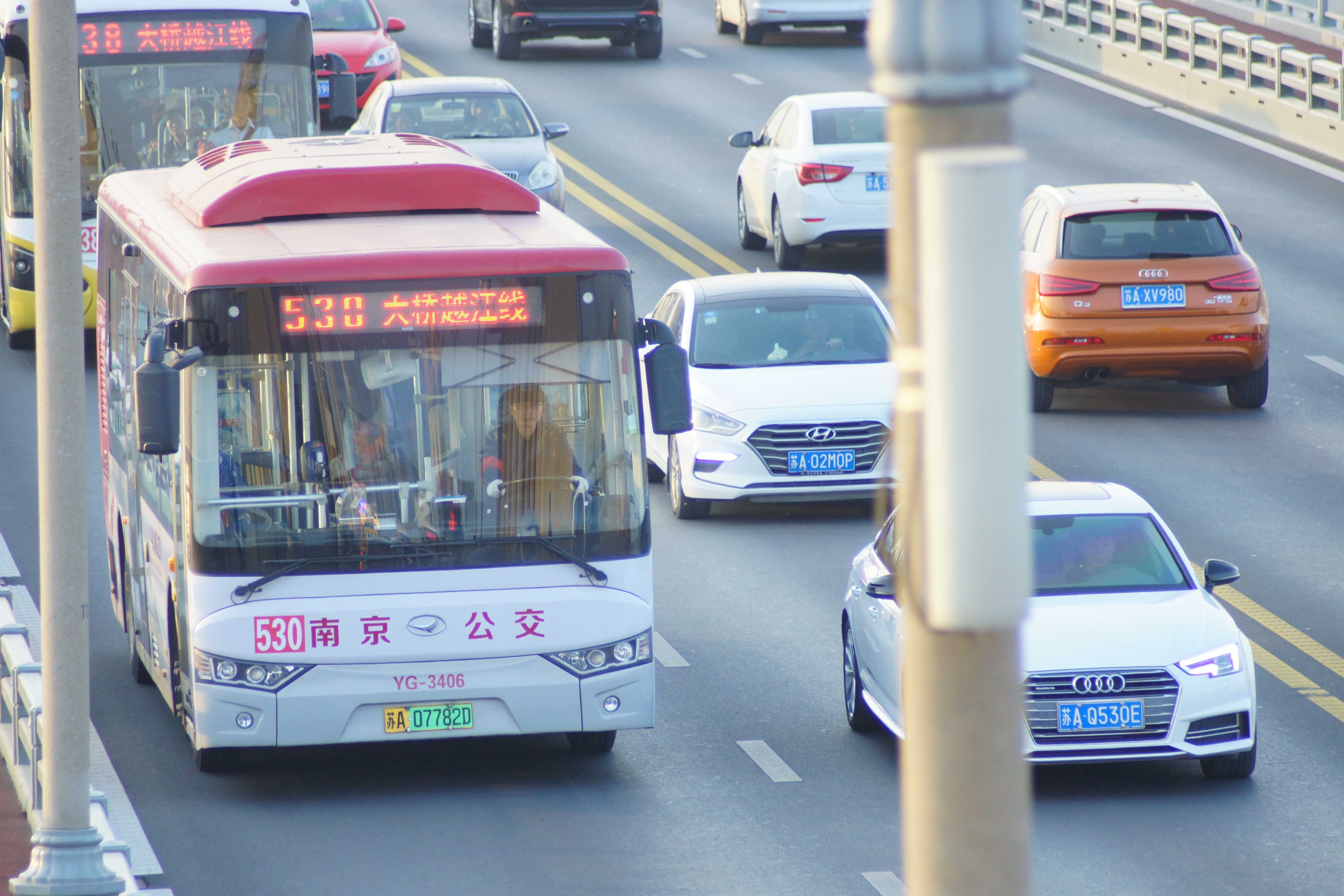
建康汽车生产的建康NJC6850GBEV2，部分由亚星客车代工